# 惊天破
《惊天破》（英語：Heartfall Arises）是一部于2016年10月上映的由吴品儒执导，黃偉亮任動作指導，刘青云、谢霆锋、佟丽娅和范晓萱领衔主演的主打悬疑的合拍警匪电影。影片由银都机构有限公司制作，福建恒业影业有限公司发行，是首次在中国大陆发行国语和粤语两个版本的电影。该片讲述了警察马进与犯罪心理学家车家伟分别移植了于一次行动中被击毙的象棋罪犯“将军”的心脏、肝脏之后一年半，两人在将军的细胞记忆影响下联手调查与将军作案手法相似的一系列案件过程中斗智斗勇，最终引爆一场危及百万人性命的生死大战的故事。

## 剧情梗概
警察马进在追捕习惯在杀人后将水晶象棋塞入受害者口中的罪犯“将军”时被击中心脏并击毙罪犯，随后移植了将军的心脏。一年半之后，亚洲出现作案手法与将军十分相似的凶杀案。曾因肝癌晚期而移植将军肝脏的犯罪心理学家车家伟受邀与马进联手破案。两人同因细胞记忆而获得了将军的记忆，马进因此结識了将军的未婚妻陈相茹，而车家伟则继承了将军的杀人欲望。
在一系列离奇案件发生之后，获得妻子莫秀和同事帮助的马进发现车家伟是真凶，此时马进正因车家伟诱导陈相茹自杀从而嫁祸马进杀人而入狱。最终，被识破的车家伟用炸弹威胁逼迫马进选择救城市还是救妻子，结果车家伟将重案组制作的爆炸场面信以为真而说出了炸弹密码。

## 演员阵容
| 演員   | 角色                                             |
| 谢霆锋 | 马进（重案组警员）                               |
| 刘青云 | 车家伟（犯罪心理学家）                           |
| 佟丽娅 | 陈相茹（将军未婚妻）                             |
| 范晓萱 | 莫秀（马进之妻）（粵語配音：周奕勤）             |
| 高伟光 | 蒋晓军“外号：将军”（连环杀手兼蒋晓冬之孪生哥哥） |
| 高伟光 | 蒋晓冬（连环杀手兼蒋晓军之孪生弟弟）             |
| 姜皓文 | 卓那龍                                           |
| 思漩   | 何雅欣（重案组督员）                             |
| 譚俊彥 | 高警官（国际协警组织警官）                       |
| 蔡瀚億 | 仔仔（重案组警员）                               |
| 雨僑   | 斑斑（重案组警员）                               |
| 林嘉華 | 国际刑警调查员（戏份完全删剪，只出现于优先场版） |
| 袁富华 | 高仕仁（医生）                                   |
| 鄧萃雯 | 車家偉配偶                                       |
| 李馨巧 | 琪琪（車家偉女兒 ）                              |
| 颜子菲 | 新闻女主播                                       |
| 陳曾寧 | 新闻女記者                                       |
| 高捷   | 林兵（被殺的富商）                               |

## 製作和拍攝
該片由銀都機構有限公司拍攝，於2015年3月進行拍攝，涉資金額為7500萬港元（9,677,419美元），而拍攝地點為香港、上海、廣州、台北、首爾、泰国等城市和国家，導演落實由劉青雲、謝霆鋒、佟麗婭等參演；该片原定于2016年8月18日、2016年8月19日分别在香港和中国大陆上映，其後因牽涉到器官移植協會國際大會在香港召開和一些技術問題，该片将档期延后至2016年10月下旬。

## 音樂
| 曲別   | 歌名     | 作曲   | 作詞   | 演唱   |
| ------ | -------- | ------ | ------ | ------ |
| 主題曲 | 《衝破》 | 謝霆鋒 | 劉卓輝 | 謝霆鋒 |

## 评价
| “                    | 假设两位男主的智商在线，剧情上的漏洞也不是很多，这部电影依然不会变的好看。故事的好坏是一个维度，讲故事的方式是另外一个维度，导演在电影语言上的生涩稚嫩导致了《惊天破》节奏上的全面失控。 | ” |
| ——斯泰芬，1905电影网 | |   |

|            | 《惊天破》到底看什么呢？看制作，五毛特效；看设定，漏洞百出；看剧情，故弄玄虚。看热闹的话，小杀姐姐还觉得色调太昏暗，不够喜庆。想来想去，也只有当做笑话看看了 |
| ——搜狐娱乐 | |

|          | 细细品来，《惊天破》可谓是极有意思的电影，口味纯正，中西结合，演绎精彩。其以棋局入戏，是对中华文化的延伸性发挥，案犯以连环杀人入手，摆设“七星棋局”，杀机重重，而故事人物马进、车家伟、将军、陈相茹、宾客等又暗含棋子马、车、将、相和兵，尤其是主要角色马进（谢霆锋饰）、车家伟（刘青云饰）和将军之名意味深长，车马前行，你来我往，意在“将军”。 |
| ——齐鲁网 | |

## 外部連結
官方
- 惊天破的新浪微博

影劇資料庫
- 豆瓣电影上《惊天破》的資料 （简体中文）
- 时光网上《惊天破》的資料（简体中文）
- 互联网电影数据库（IMDb）上《Heartfall Sirses》的资料（英文）
- 香港影庫上《惊天破》的資料（繁體中文）